# Würde (Astrologie)
Die Würde (lateinisch dignitas) ist ein astrologischer Begriff, der die begünstigte Stellung eines Planeten im Horoskop bezeichnet. Das Gegenteil ist die Schwäche (lateinisch detrimentum „Schaden“). Man spricht dann jeweils von einem gut bzw. schlecht gestellten oder beschädigten Planeten.
Dabei unterscheidet man zwischen essentieller und akzidentieller Würde bzw. Schwäche. Dabei wird all das als essentiell („wesentlich“) betrachtet, was unabhängig von anderen Horoskopelementen sich allein auf die Stellung des Planeten im Tierkreis bezieht. Akzidentiell sind dagegen Begünstigungen bzw. Schädigungen, die von der Stellung des Planeten in den Häusern und der Aspektierung mit anderen Planeten herrührt.

## Essentielle Würden und Schwächen
Die wichtigsten Würden ergeben sich daraus, dass ein Planet in einem Tierkreiszeichen Herrscher ist. So ist die Sonne Herrscher im Löwen, steht also in diesem Zeichen begünstigt. Das dem Zeichen der Herrschaft im Tierkreis genau gegenüberliegende Zeichen wird das Exil genannt. Ein Planet im Exil gilt als geschwächt, im Fall der Sonne ist das der Wassermann. Weiterhin gibt es bestimmte Gradpositionen bzw. Gradbereiche, in welchen der Einfluss eines Planeten als besonders gestärkt bzw. geschwächt gilt, vor allem Exaltation (auch Erhöhung genannt) und das Gegenteil davon, der Fall.
Die folgende Tabelle fasst die traditionellen Zuordnungen von essentiellen Würden und Schwächen zusammen:
| Zeichen    | Herrschaft | Exil    | Erhöhung | Fall    | Freude  |
| ---------- | ---------- | ------- | -------- | ------- | ------- |
| Widder     | Mars       | Venus   | Sonne    | Saturn  | —       |
| Stier      | Venus      | Mars    | Mond     | —       | Venus   |
| Zwillinge  | Merkur     | Jupiter | —        | —       | —       |
| Krebs      | Mond       | Saturn  | Jupiter  | Mars    | Mond    |
| Löwe       | Sonne      | Saturn  | —        | —       | Sonne   |
| Jungfrau   | Merkur     | Jupiter | Merkur   | Venus   | Merkur  |
| Waage      | Venus      | Mars    | Saturn   | Sonne   | —       |
| Skorpion   | Mars       | Venus   | —        | Mond    | Mars    |
| Schütze    | Jupiter    | Merkur  | —        | —       | Jupiter |
| Steinbock  | Saturn     | Mond    | Mars     | Jupiter | —       |
| Wassermann | Saturn     | Sonne   | —        | —       | Saturn  |
| Fische     | Jupiter    | Merkur  | Venus    | Merkur  | —       |

Bei der Freude eines Planeten in einem Zeichen gilt, dass die Planeten dort „in Freude“ sind, wo sie auch Herrscher sind, mit dem Unterschied, dass außer den Lichtern Sonne und Mond die Planeten stets in zwei Zeichen Herrscher sind, jedoch nur in einem davon sind sie in Freude.
Weitere (weniger wichtige) essentielle Würden ergeben daraus, dass ein Planet in dem Zeichen Triplizitätsherrscher, an seiner Position Dekanherrscher ist oder innerhalb der sogenannten Grenzen steht.

## Akzidentielle Würden und Schwächen
Die Bewertung eines Planeten als gestärkt oder geschwächt in seiner akzidentiellen Würde folgt den traditionellen Bewertungen von Häuserstellungen und von Aspekten. Das heißt:
Häuserstellung
Eine Position beim Aszendenten (1. Haus) oder beim Medium coeli (10. Haus) gilt als stark, eine beispielsweise im 12. Haus dagegen als schwach.
Planetenbewegung
Ein sich schnell und rechtläufig bewegender Planet ist stärker, ein rückläufiger, sich langsam bewegender Planet dagegen eher schwach.
Aspektierung
Partile (exakte) Aspekte sind stärker als weniger genaue, plaktische Aspekte.
Die Aspekte Sextil, Trigon und Konjunktion, insbesondere zu den Wohltätern Jupiter und Venus, gelten als günstig. Opposition und Quadrat dagegen als ungünstig, insbesondere mit den Übeltätern Saturn und Mars.
Aspektierungen im Uhrzeigersinn im Tierkreis (dexter) gelten als stärker als solche gegen den Uhrzeigersinn (sinister).
Stellung zur Sonne
Es gilt bei Saturn, Jupiter oder Mars als günstig, wenn sie oriental stehen, das heißt, dass sie im Osten vor der Sonne aufgehen.
Bei Merkur, Venus und Mond gilt als günstig, wenn sie occidental stehen, das heißt, dass sie im Westen nach der Sonne untergehen. Im Fall des Mondes bedeutet es, dass ein zunehmender Mond günstig ist.
Das jeweilige Gegenteil gilt als ungünstig, zum Beispiel ein occidentaler Mars oder ein abnehmender Mond.
Freude
Jeder der klassischen Planeten ist in einem der 12 Häuser „in Freude“. Wie bei anderen akzidentiellen Würden auch bewirkt die Freude eine Stärkung des Einflusses des Planeten hin zum Positiven. Die Entsprechungen sind:

| Sonne   | Mond    | Merkur  | Venus   | Mars    | Jupiter  | Saturn   |
| 9. Haus | 3. Haus | 1. Haus | 5. Haus | 6. Haus | 11. Haus | 12. Haus |